# Pentel
Pentel Co., Ltd. (ぺんてる株式会社 Penteru Kabushiki Gaisha) е частна японска компания, която произвежда висококачествени пишещи средства и арт материали. Името на компанията произлиза от английската дума за химикалка – pen и глаголът tell – казвам, разказвам. Pentel е изобретател на някои основни пишещи средства, които използваме всеки ден. Считана е за изобретател на химикалките с влакнест връх (флумастер) през 1963 г.  и на неперманентните маркери. В наши дни Pentel произвежда широка гама от продукти, която включват класически пишещи инструменти, художествени материали и офис материали.

## История
Компанията е основана през 1946 г. под името „Japan Stationery Limited“ в Токио, Япония от Yokio Horie, с цел производство на пастели. Първите продукти са пуснати за продажба през 1951 г., последвани от серия с автоматични моливи през 1960 г. 
През 1963 г. Pentel пуска на пазара „Sign Pen“, писалка тип флумастер с влакнест връх, използвана от тогавашния президент на САЩ Линдън Б. Джонсън, който купува дузина от тях за подписване на снимки. Маркера Sign pen е приет като официален инструмент за писане на НАСА и е използван за космическа мисия Близнаци през 1966 г.  По това време Sign pen е бил иновация в пишещите инструменти и търсенето за него било толкова голямо, че фабриките в Токио не можели да произведат достатъчно количество за всички заявки. Маркерът Sign Pen и до днес остава един от най-успешните продукти на Pentel с над два милиарда продадени бройки по цял свят. 
През 1971 г. компанията променя името си на „Pentel Co. Ltd.“ и една година по-късно стартира производство на емблематичната зелена химикалка ролер с мастило на водна основа. 
Основателят Yukio Horie остава президент на компанията до смъртта си през 2010 г. 
През 1976 г. Pentel получава наградата „Deming“ – най-дълго действащата и една от най-високите награди за качество в света. И до днес, Pentel е единствената компания, произвеждаща пишещи инструменти, която някога е получавала тази награда.
През 2010 г. Pentel представя на пазара маркера четка „Pocket brush“, който съдържа перманентно черно мастило. За разлика от други подобни маркери, този има възможност за презареждане, като използва патрони, пълни с течно мастило.
Маркерите четка (проектирани и препоръчани за калиграфия) също са едни от успешните продукти на марката. В последните години те придобиват все повече популярност сред художниците на комикси, които ги избират пред традиционни четки.

## Продукти
Всички продукти на Pentel се произвеждат в фабрики в Япония, Тайван, Корея, Мексико и Франция.

### Канцеларски материали
Продуктовите линии включват:
- ролери с гел мастило EnerGel, което е считано за най-бързосъхнещото гел мастило в света
- маркери за бяла дъска Pentel Maxiflo с иновационна система с помпа и течно мастило – единствени по рода си
- автоматични моливи P205 – най-продаваният молив от този вид в света
- серия автоматични моливи за техническо чертане Graphgear (500, 800 и 1000)
- серия автоматични моливи Orenz със система против чупене на графита. Единственият автоматичен молив в света, който се предлага в размер от 0.2 мм
- графити за автоматични моливи Ain Stein – най-здравите в света и Hi-Polymer
- Писалка Sign pen и вариацията Brush Sign pen с гъвкав връх
- Коректор тип писалка ZL31 – нововъведение, позволяващо изтриване на грешки без бъркотия.

| Тип                    | Продукти |
| ---------------------- | --- |
| Пишещи инструменти     | химикалки, гел ролери, автоматични моливи, маркери за бяла дъска, текст маркери, перманентни маркери, маркери четка, графити за механични моливи |
| Художествени материали | пастели, цветни и акварелни моливи, четки с резервоар за вода, маркери четка с акварелно и пигментно мастило, пастели за текстил                 |
| Канцеларски материали  | гуми, коректори, лепила |

### Pentel в България и по света
Pentel има 21 офиса по целия свят и изнася в повече от 120 страни. Присъства в Европа с понастоящем шест клона, като Pentel GmbH със седалище в Хамбург обслужва германския и австрийския пазар и е главен център за дистрибуция към европейските търговски партньори. В допълнение към европейските клонове на Pentel, продуктите на Pentel се предлагат в много други европейски страни чрез местни дистрибутори
Официален дистрибутор на Pentel за България. – OK Office разпространява широка гама от продуктите на марката в цялата страна.

## Любопитни факти
Бившият офицер от MI6 Ричард Томлинсън твърди, че гел-ролерите Pentel Rolling Writer са били широко използвани от техните тайни агенти за създаване на тайни невидими съобщения по време на мисии. Агентът пишел тайното съобщение на лист хартия, след което поставял друг празен лист върху съобщението, притискайки двете страници за момент. Когато се разделят, втората страница изглеждала напълно празна, но всъщност съдържала скрито (невидимо) копие на съобщението. След това агентът унищожавал първия лист хартия.